# Użytek ekologiczny „Belfont”
Belfont – użytek ekologiczny położony na terenie   Roztocza Środkowego w powiecie zamojskim w gminie Krasnobród. Zajmuje powierzchnię 5,06 ha. 
Rozporządzeniem Wojewody Lubelskiego Nr 154 z dnia 16 lipca 2002 roku utworzono tu użytek ekologiczny w obrębie Krasnobrodzkiego Parku Krajobrazowego. Obejmuje on obszar źródlisk z przyległymi mokradłami, oczkami wodnymi i lasem o powierzchni 5,06 ha, będący między innymi ostoją bobrów. Bagna te znajdują się w dorzeczu Wieprza i jego dopływu rzeki  Jacynki. To obszar bardzo podmokły i bardzo unikalny. Wskaźnikiem bagienności przewyższa nawet podmokłe obszary  Poleskiego Parku Narodowego. Planowane jest podniesienie tego obszaru do rangi  Rezerwatu przyrody. Przez to uroczysko biegnie szlak turystyczny. Woda jest krystalicznie czysta i jest tzw. mieszanką biologiczną czyli miejscem bardzo sprzyjającemu rozwijaniu się życia. Występują tam także liczne  torfy rosnące na  bagnach.